# Шалон — Ватрі (аеропорт)
Аеропо́рт Шало́н — Ватрі́ або Пари́ж — Ватрі́ (фр. Aéroport Châlons-Vatry) (IATA: XCR, ICAO: LFOK) — невеликий міжнародний аеропорт, який обслуговує Шалон-ан-Шампань на північному сході Франції. Розташовано за 22 км SE від Шалон-ан-Шампань, поблизу Ватрі, у департаменті Марна. В 1953 році була відкрита як авіабаза Ватрі і перейшла з військового на цивільне використання в 2000 році.
Для вантажних операцій маркетингова назва — Ватрі-Європорт. Для пасажирських — Париж — Ватрі або Париж — Ватрі (Дісней), хоча розташований за 147 км на схід від центру Парижа і приблизно за 105 км від Паризького Діснейленду.

## Авіалінії та напрямки
| Авіакомпанія | Пункт призначення             |
| ------------ | ----------------------------- |
| Iberia       | Сезонний:Мадрид               |
| Ryanair      | Марракеш, Порту Сезонний: Фес |